# Grup de la cancrinita
El grup de la cancrinita és un gran i complex grup de minerals de la classe dels silicats format per 28 minerals alumosilicats. Aquests minerals poden cristal·litzar en tres sistemes diferents: trigonal, triclínic i hexagonal.
| Espècie            | Fórmula                                          | Sistema   |
| ------------------ | ------------------------------------------------ | --------- |
| Afghanita          | (Na,Ca,K)₈(Al₆Si₆O₂₄)(Cl₂,SO₄,CO₃)₃·0,5H₂O       | trigonal  |
| Alloriïta          | (Na,Ca,K)₂₆Ca₄(Al₆Si₆O₂₄)₄(SO₄)₆Cl₆              | trigonal  |
| Balliranoïta       | (Na,K)₆Ca₂(Si₆Al₆O₂₄)Cl₂(CO₃)                    | hexagonal |
| Betzita            | Na₆Ca₂(Al₆Si₆O₂₄)Cl₄                             | hexagonal |
| Biachellaïta       | (Na,Ca,K)₈(Al₆Si₆O₂₄)(SO₄)₂(OH)0,5·H₂O           | trigonal  |
| Bystrita           | Na₇Ca(Al₆Si₆O₂₄)S²⁻Cl⁻                           | trigonal  |
| Cancrinita         | (Na,Ca,☐)₈(Al₆Si₆O₂₄)(CO₃,SO₄)₂·2H₂O             | hexagonal |
| Cancrisilita       | Na₇(Si₇Al₅)O₂₄(CO₃)·3H₂O                         | hexagonal |
| Carbobystrita      | Na₈(Al₆Si₆O₂₄)(CO₃)·4H₂O                         | trigonal  |
| Cianoxalita        | Na₇(Al6-xSi6+xO24)(C₂O₄)0.5+x·5H₂O (0 < x < 0.5) | hexagonal |
| Davyna             | (Na,K)₆Ca₂(Al₆Si₆O₂₄)(Cl₂,SO₄)₂                  | hexagonal |
| Depmeierita        | Na₈[Al₆Si₆O₂₄](PO₄,CO₃)1-x·3H₂O (x<0,5)          | hexagonal |
| Fantappieïta       | [Na82.5Ca33K16.5](Si99Al99O396)(SO₄)33·4H₂O      | trigonal  |
| Farneseïta         | (Na,Ca,K)₅₆(Al₆Si₆O₂₄)₇(SO₄)₁₂·6H₂O              | hexagonal |
| Franzinita         | (Na,K)₆Ca₂(Al₆Si₆O₂₄)(SO₄)₂·0,5H₂O               | hexagonal |
| Giuseppettita      | (Na,K,Ca)₇₋₈(Al₆Si₆O₂₄)(SO₄,Cl)₁₋₂               | trigonal  |
| Hidroxicancrinita  | (Na,Ca,K)₈(Al₆Si₆O₂₄)(OH,CO₃)₂·2H₂O              | hexagonal |
| Kircherita         | Na₅Ca₂K(Al₆Si₆O₂₄)(SO₄)₂·0,33H₂O                 | trigonal  |
| Liottita           | (Na,K)₁₆Ca₈(Al₆Si₆O₂₄)₃(SO₄)₅Cl₄                 | hexagonal |
| Marinellita        | (Na,K)₄₂Ca₆(Al₆Si₆O₂₄)₆(SO₄)₈Cl₂·3H₂O            | trigonal  |
| Microsommita       | [(Na,K)₆(SO₄)][CaCl₂][(Si₆Al₆O₂₄)]               | hexagonal |
| Pitiglianoïta      | K₂Na₆(Si₆Al₆)O₂₄(SO₄)·2H₂O                       | hexagonal |
| Quadridavyna       | (Na,K)₆Ca₂(Al₆Si₆O₂₄)Cl₄                         | hexagonal |
| Sacrofanita        | (Na61K19Ca32)(Si84Al84O336)(SO₄)26Cl₂F₆· 2H₂O    | hexagonal |
| Slyudyankaïta      | Na28Ca₄(Si24Al24O96)(SO₄)₆(S₆)1/3(CO₂)·2H₂O      | triclínic |
| Steudelita         | Na₃(K17Ca₇)Ca₄(Al24Si24O96)(SO₃)₆F₆·4H₂O         | hexagonal |
| Sulfhidrilbystrita | Na₅K₂Ca[Al₆Si₆O₂₄](S₅)₂(SH)                      | trigonal  |
| Tounkita           | (Na,Ca,K)₈(Al₆Si₆O₂₄)(SO₄)₂Cl·H₂O                | hexagonal |
| Vishnevita         | Na₈(AlSiO₄)₆O₂₄(SO₄)·2H₂O                        | hexagonal |